# Pozuelo
Pozuelo é um município da Espanha na província de Albacete, comunidade autónoma de Castilla-La Mancha, de área 133,52 km² com população de 668 habitantes (2004) e densidade populacional de 5,00 hab/km².

## Demografia
| Variação demográfica do município entre 1991 e 2004 | Variação demográfica do município entre 1991 e 2004 | Variação demográfica do município entre 1991 e 2004 | Variação demográfica do município entre 1991 e 2004 |
| --------------------------------------------------- | --------------------------------------------------- | --------------------------------------------------- | --------------------------------------------------- |
| 1991                                                | 1996                                                | 2001                                                | 2004                                                |
| 695                                                 | 684                                                 | 657                                                 | 668                                                 |